# Placogorgia tribuloides
Placogorgia tribuloides is een zachte koraalsoort uit de familie Plexauridae. De koraalsoort komt uit het geslacht Placogorgia. Placogorgia tribuloides werd in 1959 voor het eerst wetenschappelijk beschreven door Bayer. 